# Estreito de Bransfield

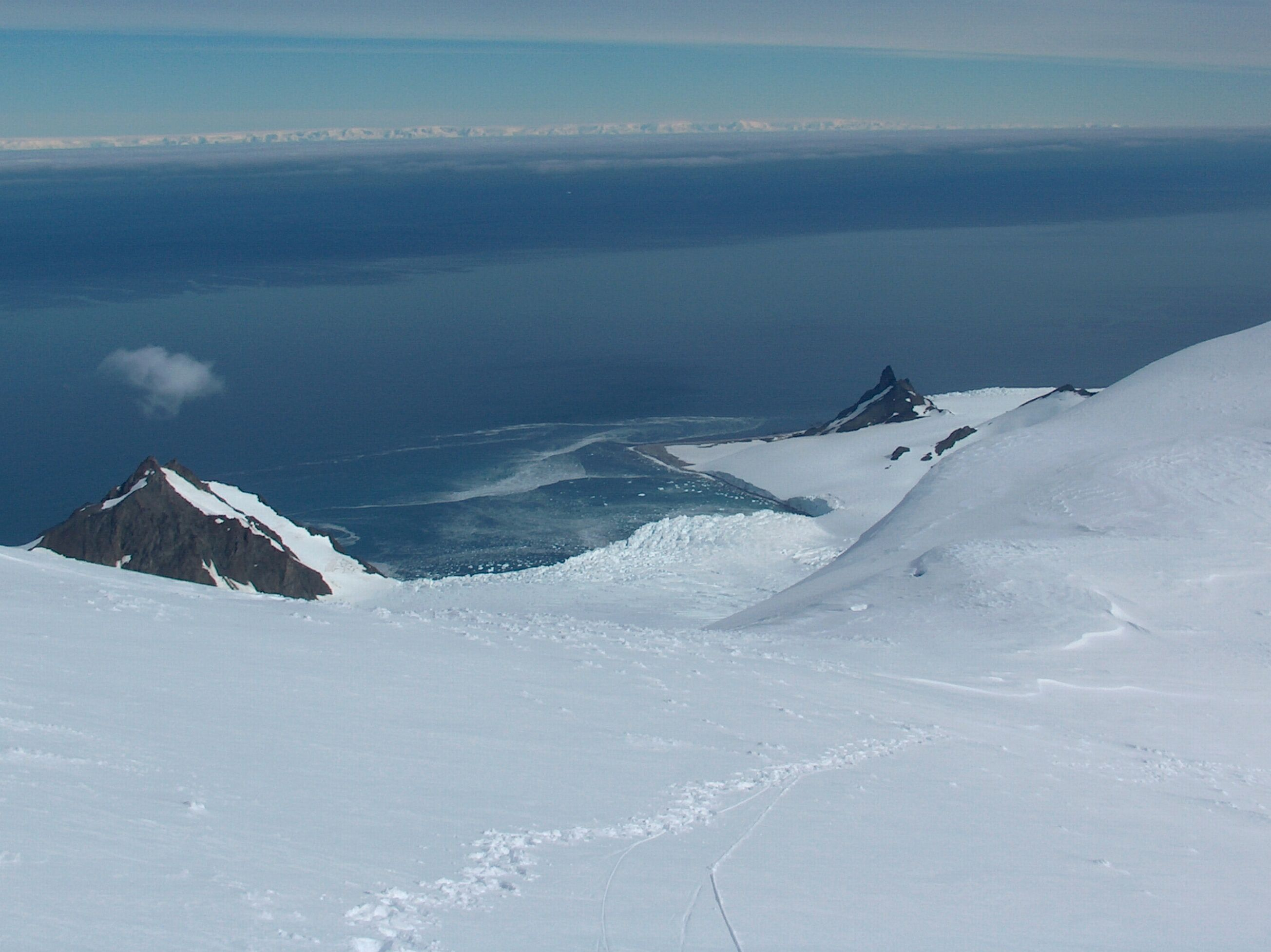
O estreito visto da ilha Livingston

O estreito de Bransfield (63° 00′ S, 59° 00′ O) é a parte do oceano Glacial Antártico que se encontra entre as ilhas Shetland do Sul, ao norte, e a península Antártica, ao sul. O estreito é denominado Mar de la Flota pelos argentinos. Possui cerca de 100 km de largura e 300 km de extensão (nordeste-sudoeste).
Foi batizado por James Weddell por volta do ano de de 1825, em homenagem a Edward Bransfield, cartógrafo das ilhas Shetland do Sul em 1820.